# シェルビー・スーパーカーズ・トゥアタラ
SSCノースアメリカ・トゥアタラ (SSC North America Tuatara) は、アメリカのSSCノースアメリカ (以下SSC) が2019年から販売するハイパーカーである。

## 概要
2010年9月、アルティメットエアロの後継車として開発が発表されたが、当時は "SSC Ultimate Aero TT II" の仮称で呼ばれていた。同年11月、シアトルのボーイング航空博物館でモックアップが初公開された。翌2011年7月、SSCは本車の正式名称を「トゥアタラ」に決定し、同年8月のSSC Asia創立記念式典とペブルビーチ・コンクール・デレガンスでモックアップ展示を行った。同年11月にはドバイ国際モーターショーにも出展している。

### 車名の由来
トゥアタラとはニュージーランドに生息するムカシトカゲの現地での呼称である。"Tuatara"とはマオリ語で"Peaks on the back"＝「背中の棘」の意味であり、車体後部に取り付けられた航空機のウィングレットのようなリアスポイラーにちなんでいる。またムカシトカゲは生物の中で最も急速に進化する遺伝子を持っており、アルティメットエアロの発売からわずか3年でありながら、各仕様、デザイン、エアロダイナミクス、そしてあらゆる性能を向上させたことに由来する。

## デザイン
ボディとインテリアのデザインを担当したのはジェイソン・カストリオタ氏で、同氏が生産モデルを手がけるのはフェラーリ・599GTBフィオラノ、マセラティ・グラントゥーリズモに続いて３度目となる。エアロに比べて小型で曲線的なフォルムとなり、大きく開口したフロントインテークやキャノピー型コックピット、細く垂直に伸びるヘッドライトと渦を巻いたような線型のテールライトを持つ。
インテリアはエクステリアとデザインコンセプトを共有している。またヘッドアップディスプレイを搭載し、速度、エンジン回転数、ギアの段数、ラップタイム、前後左右の加速度などが表示できるようになる。

## メカニズム
独自に開発した6.9L V型8気筒ツインターボエンジンは許容回転数9200rpmで、最高出力1350bhp/6800rpm,最大トルク1736Nm/6800rpmを発生させる。その一方インタークーラーまで含めた単体重量は194kgにまで軽量化されている。
トランスミッションはトリプルプレートカーボンクラッチを搭載する7速H型マニュアル、またはオプションのパドルシフト付きセミオートマチックにすることもできる。
ブレーキはカーボンセラミック製スロット＆ベンチレーテッドディスクブレーキでサイズは前後共に15インチ。フロント8ポット、リア6ポットの対向ピストンキャリパーを備える。
エアロと同様にカーボンレボリューション社製ワンピースカーボンホイールを採用。サイズはフロントが19インチ、リアが20インチである。
カーボンモノコック、アルミニウム製クラッシュストラクチャーなどボディーコンポーネントに軽量素材を積極的に採用し、車重は1247kgにまで抑えられる。結果パワーウェイトレシオは1083bhp/tとフォーミュラカー並の数値を誇る。

## パフォーマンス
0-60mph加速2.5秒、0-400m加速9.75秒、(232km/h)、そして最高速度276mph(=約444.4km/h)を目標に開発が進められている。最高速度は実際に記録されれば新たなギネス世界記録となる。
さらにSSCは本機をニュルブルクリンクに持ち込み、タイムアタックを予定している。
ギアレシオテストでは0-200mph(=約322km/h)加速16秒以内と計測された。
2020年10月10日、アメリカのネバダ州ラスベガス郊外にあるハイウェイ160号線上の7マイル（11.2654km）の区間で行われた記録会にて、オリバー・ウェブの運転によって301.07mph（484.53km/h）と331.15mph（532.93km/h）を記録した。正式な記録は同じ道の往路と復路の平均値が用いられ、316.11mph（508.73km/h）となり、市販車初の500km/h超の公道最高速度の記録と公表されたが衛星データとビデオ解析の速度差が判明し批判が出た。再計測を行ったところ300mphを超えることができなかったため、この発表は後に撤回された。その後、2022年5月14日にスペース・フロリダの発射着陸施設において、295mph（475km/h）の速度を記録している。

## 販売
2012年末から販売が開始され、当初は2013年1月からデリバリーされる予定だったが、SSCの資金難もあり、開発はしばらくの間停滞していた。
しかし、2018年のペブルビーチ・コンクール・デレガンスにて極めて量産仕様に近いプロトタイプが展示され、2019年に量産を開始する予定であるとアナウンスされている。ドバイ国際モーターショーに出展した際には10台を受注した。